# 劉表
劉 表（りゅう ひょう、漢安元年（142年）  - 建安13年8月（208年10月））は、中国後漢末期の政治家・儒学者。字は景升（けいしょう）。兗州山陽郡高平県（現在の山東省済寧市微山県）の人。前漢の景帝の四男の魯恭王劉余の六男の郁桹侯劉驕の子孫。後漢の統制力が衰えた後に荊州に割拠した。

## 生涯
劉表は若い頃太学で儒学を勉強しており、崇高な声望を得た。党錮の禁において、劉表は清流派の党人の中で「八及」と称されており、熹平5年（176年）に霊帝からの追及を受ける身となった張倹の逃亡を助けた際、自らも追われる身となった。黄巾の乱により党錮の禁が解除された中平元年（184年）に大将軍の何進に招かれ、後に北軍中候に転任した。
霊帝死後に詔勅によって荊州刺史王叡の後任に任じられ、劉表は任地に向かった。
しかし、長江南岸は土豪が割拠していたため、州治である漢寿に赴かず北部の宜城に入り、蔡瑁・蒯越・蒯良らと図って不穏分子を鎮圧し、荊州北部を支配下に治めることに成功した（後に州治を宜城近くの襄陽に移している）。
初平元年（190年）、各地で反董卓の義兵が挙げられると、劉表もこれに加わった。
初平3年（192年）、袁術の意を受けた孫堅が荊州に侵入した。劉表は黄祖に命じてこれを防ぎ、袁紹と同盟して対抗した。黄祖は苦戦したが孫堅を討ち取り、荊州を守り抜いた（襄陽の戦い）。
初平4年（193年）、李傕らが実権を掌握する朝廷から、劉表は使持節・鎮南将軍・開府儀同三司・督交揚二州諸軍事・荊州牧に任じられ、また成武侯に封じられた。同年、袁術と曹操が争うと、袁術の糧道を断ち、袁紹と協調関係にあった曹操を支援した。
張済が食料不足により荊州の穣城を攻撃したが、流れ矢に当たって死んだ。劉表は「張済は困窮したから荊州に来たのに、私が礼を尽くさなかったから戦争をすることになってしまった。これは私の本意ではない」と言い、旧張済軍を受け入れた。旧張済軍はこの言葉を聞いて劉表に服従した。
その後、曹操と袁紹は敵対するようになる。劉表は引き続き袁紹に与して、旧張済軍の張繡と同盟を結び、曹操と戦った。
建安3年（198年）、曹操が張繡の駐屯する穣県を攻囲した。劉表は援軍を送って曹操軍の背後を脅かすと、張繡とともに挟撃しこれを破った。しかし敗走する曹操を追撃する際、伏兵にかかって両軍とも敗れた。
建安4年（199年）11月、張繡は軍勢を引き連れて曹操に降伏した。
建安5年（200年）、官渡の戦いに際して劉表は袁紹から救援を要請された。これに先立って、長沙太守の張羨が桓階の提案に従い、長江・湘江一帯の住民を扇動して劉表に背いていた。劉表は張羨を討つべく自ら出征しており、結局袁紹に援軍を送らなかった。韓嵩・劉先・蒯越らは、袁紹ではなく曹操に味方するよう劉表へ進言したが、これを拒否した。その後、張羨は病死し子の張懌が反乱を続けたが、劉表は反乱を鎮圧し、長江の南岸を勢力圏に組み入れた。
建安6年（201年）、汝南から劉備が身を寄せて来ると、劉表はこれを受け入れた。劉表は劉備を新野に駐屯させ、曹操への備えとした。
建安8年（203年）、曹操が荊州へ侵攻し西平に駐屯した。すると、まもなく河北では袁譚と袁尚が争うようになった。曹操は袁譚と同盟を結び、袁尚を攻撃するために撤退した。この戦いの前後に、劉表は劉備を博望に派遣し、夏侯惇・于禁らの率いる軍を退けている。
建安12年（207年）、曹操が遼東に遠征すると、劉備はその留守を狙うよう進言したが、劉表は進言を退け動かなかった。
建安13年（208年）、曹操が荊州に侵攻を開始。劉表は曹操が荊州入りする直前に病死した。享年67。
劉表の死後、庶子の劉琮が家督を継いだが、州を挙げて曹操に降伏した。劉表の兵は曹操に吸収された後、文聘が率いることとなった。長男の劉琦は劉備に荊州牧として擁立されたが、翌年死去した。

## 人物・逸話

### 容貌
身の丈8尺余りとされ、威厳のある風貌だったという。

### 治績など
- 劉表は政治に長けており、また戦続きの土地から安全な荊州に逃れてきた人々もあいまって、荊州は急速に発展した。また、その逃れてきた人々の中には名士の存在もあり、荊州には優れた人材が集まった。劉表は学問を奨励し、学校を開校し、経典の収集や注解書の記述などを行わせて学術振興を政策として推し進めた[13]。後世に「荊州学派」「襄陽学派」などと呼ばれる宋忠や司馬徽、邯鄲淳、王粲などといった学者・知識人・儒者が集まった。有名な左伝学者潁容は門徒やその家族を含めて千人もの集団を率いて荊州に身を寄せた。
- 儒学者で党人であった王粲の祖父王暢に師事し、劉表自身も若い頃から儒学者として知られ、「八俊」「八交（あるいは八顧）」「八友」の一人に数えられる。劉表の死と劉琮の降伏により、これらの荊州学派の知識人たちは洛陽に戻ったり各地へ散り、その成果は魏・晋に引き継がれて建安文学などの新しい文化を生み出した。

### 評
『三国志』魏書劉表傳
陳寿的評論
「劉表は威容は堂々としていて名は世に知れ渡り、江南に割拠した。しかし外面は寛大に見えるが、内面は猜疑心が強く、はかりごとを好みながら決断力に欠けていた。いい人物がいてもこれを用いることが出来ず、いい言葉を聴いてもこれを実行に移すことが出来なかった。長子を廃して庶子を後継に立て、死後に国を失ったことも不幸な出来事とは言えない」
なお、陳寿は袁紹と劉表を似た者と考えていたらしく、上の評をこの2人に対して送っている。曹操や孫権の後継ぎ争いでも、庶子を後継に立てることを諌めるための悪例として、袁紹と劉表はしばしば引き合いに出された。しかし史書に登場する限りで、劉表の子の劉琦・劉琮兄弟は直接兵を交えて争っていないという点で袁紹一族とは異なっている。

### 逸話
「娘の予言」と言われるエピソードがある。
建安の初年、荊州地方に、
という童歌が流行した。これは次のような意味である。
後漢の建国以来、荊州だけは平和を保ち、劉表が長官になってから、住民の暮らしは裕福になっていた。
それが建安九年になると、衰えの兆しが見え始めるだろうというのである。
衰えの兆しとは、劉表の妻が死に、諸将がすべて歿落したことを言う。十三年目にひとりも残らぬとは、劉表も死んで、荊州は敵の手に落ちるだろうということである。
ちょうどその頃、華容県でひとりの娘が突然、「今にたくさんの死人が出るよう」と泣き叫んだ。
甚だ穏やかならぬ言葉なので、県知事は怪しげなことを言いふらす者だと、娘を捕えて獄につないだ。
ところが、ひと月あまり経過してから、また獄中で泣きながら、「荊州の劉長官が華容から数百里のところで今日お亡くなりになった」と叫んだ。そこで馬を飛ばして調べに行かせたところ、劉表は死んでいた。
知事は娘を釈放したが、娘はまた歌いだした。「思いもよらぬ。李立が貴族になろうとは」
それからほどなく、曹操は荊州を平定し、涿郡出身の李立、字は建賢を、荊州の長官に任命したのであった。

## 宗族

### 妻
- 某氏（正室、『演義』では陳氏）
- 蔡氏（継室） - 蔡瑁の姉

### 子女
- 劉琦
- 劉琮
- 劉脩（あざなは季緒）
- 女（王粲の族兄・王凱あざな伯緒の妻）

→劉表の子の世代のあざなの共通字(字輩)は「緒｣、またその兄弟順(排行)にしたがって伯仲叔季で揃えているようにおもえる。

### 従子・族子
- 劉磐
- 劉虎

## 配下
| - 伊籍 - 王威 - 王粲 - 王儁 - 蒯越 - 蒯良 | - 霍峻 - 韓晞 - 韓嵩 - 綦毋闓 - 黄祖 - 黄忠 | - 呉巨 - 蔡瑁 - 司馬芝 - 向朗 - 宋忠 - 張允 | - 張羡 - 趙戩 - 鄧義 - 鄧済 - 杜夔 - 裴潜 | - 潘濬 - 傅巽 - 文聘 - 龐季 - 頼恭 - 李厳 | - 劉先 - 劉望之 - 劉廙 - 呂公 - 和洽 |

『三国志演義』でのみの配下
| - 魏延 - 蔡勲 - 蔡中 - 蔡和 | - 張虎 - 陳生 - 李珪 |